# Unstrut-Niederung nordöstlich Herbsleben
Unstrut-Niederung nordöstlich Herbsleben este o arie protejată (arie specială de conservare — SAC, sit de importanță comunitară — SCI) din Germania întinsă pe o suprafață de 192 ha, integral pe uscat.

## Localizare
Centrul sitului Unstrut-Niederung nordöstlich Herbsleben este situat la coordonatele 51°07′51″N 10°52′12″E / 51.1308°N 10.87°E.

## Înființare
Situl Unstrut-Niederung nordöstlich Herbsleben a fost declarat sit de importanță comunitară în septembrie 2000 pentru a proteja 27 de specii de animale. Situl a fost protejat și ca arie specială de conservare în iulie 2008.

## Biodiversitate
Situată în ecoregiunea continentală, aria protejată conține 4 habitate naturale: Ape puternic oligomezotrofe cu vegetație bentonică cu Chara spp., Lacuri eutrofice naturale cu vegetație de tip Magnopotamion sau Hydrocharition, Pajiști uscate seminaturale și facies de acoperire cu tufișuri pe substraturi calcaroase (Festuco-Brometalia) (* situri importante pentru orhidee), Păduri aluvionare cu Alnus glutinosa și Fraxinus excelsior (Alno-Padion, Alnion incanae, Salicion albae).
La baza desemnării sitului se află mai multe specii protejate:
- păsări (24): lăcar mare (Acrocephalus arundinaceus), lăcar-de-rogoz (Acrocephalus schoenobaenus), pescăruș albastru (Alcedo atthis), rață lingurar (Anas clypeata), rață mică (Anas crecca crecca), rață cârâitoare (Anas querquedula), Anas strepera strepera, buhai de baltă (Botaurus stellaris stellaris), Charadrius dubius curonicus, erete de stuf (Circus aeruginosus), Gallinula chloropus chloropus, sfrâncioc roșiatic (Lanius collurio), grelușel-de-zăvoi (Locustella luscinioides), Luscinia svecica cyanecula, gaia neagră (Milvus migrans), gaia roșie (Milvus milvus), pițigoi de stuf (Panurus biarmicus), Podiceps grisegena grisegena, Podiceps nigricollis nigricollis, cresteț pestriț (Porzana porzana), Rallus aquaticus aquaticus, pițigoi-pungar (Remiz pendulinus), lăstun de mal (Riparia riparia), Tachybaptus ruficollis ruficollis
- mamifere (2): liliac cârn (Barbastella barbastellus), liliac comun (Myotis myotis)
- nevertebrate (1): Coenagrion mercuriale

Pe lângă speciile protejate, pe teritoriul sitului au mai fost identificate 11 specii de plante, 4 specii de amfibieni, 9 specii de mamifere, 84 de specii de nevertebrate, 1 specie de pești, 1 specie de reptile.